# Wojciech Wieczorkiewicz
Wojciech Wieczorkiewicz (ur. 17 października 1934 w Dąbrowie, zm. 22 maja 2007 w Poznaniu) – polski reżyser teatrów lalkowych i filmów animowanych.
W 1951 ukończył VI Liceum Ogólnokształcące im. Tadeusza Reytana w Warszawie
. W latach 1952–1956 studiował historię sztuki na Uniwersytecie Warszawskim (ukończone absolutorium). Z teatrem lalek związał się w 1953, początkowo pracował w Kukłowym Teatrze Młodego Widza „Baj” w Warszawie, w latach 1954–1955 w Teatrze Lalek w Domu Wojska Polskiego w Warszawie, w latach 1955–1956 w Teatrze Lalek „Guliwer” w Warszawie. W 1956 uzyskał eksternistycznie dyplom aktora-lalkarza. Następnie pracował w Teatrze „Rozmaitości” we Wrocławiu (1956–1958) oraz Teatrze Lalek „Banialuka” w Bielsku-Białej.
Od 1960 pracował jako reżyser w Teatrze Lalki i Aktora „Marcinek” w Poznaniu, gdzie współpracował z Leokadią Serafinowicz. W 1962 uzyskał eksternistycznie dyplom reżysera teatrów lalkowych. W sezonie 1968/1969 był kierownikiem artystycznym sceny lalkowej Teatru im. Leona Kruczkowskiego w Zielonej Górze. Następnie powrócił do Teatru „Marcinek”, a w latach 1976–1979 był jego dyrektorem i kierownikiem artystycznym. 
Od 1975 wykładał na Wydziale Lalkarskim wrocławskiej filii Państwowej Wyższej Szkoły Teatralnej im. Ludwika Solskiego w Krakowie, od 1981 na Wydziale Reżyserii Teatru Lalek ówczesnej Państwowej Wyższej Szkoły Teatralnej im. Aleksandra Zelwerowicza z siedzibą w Białymstoku, gdzie w latach 1984–1990 pełnił także funkcję dziekana. 
Kręcił także filmy animowane. Za film Nocna ucieczka otrzymał Brązowe Koziołki na Międzynarodowym Festiwalu Filmów Młodego Widza „Ale Kino!” w Poznaniu (1975).
Ostatnią pracę dla poznańskiego Teatru Animacji, kontynuującego tradycję „Marcinka”, przygotował na 50-lecie pracy artystycznej. 
Od 1956 należał do Stowarzyszenia Polskich Artystów Teatru i Filmu, był członkiem zarządu sekcji teatrów lalek, w latach 1979–1981 jej przewodniczącym. W latach 1999–2003 był prezydentem polskiego ośrodka Stowarzyszenia Artystów Lalkarzy UNIMA.
W 1975 został odznaczony Złotym Krzyżem Zasługi. W 1973, 1975 i 1979 otrzymał nagrodę za reżyserię na Biennale Sztuki dla Dziecka w Poznaniu, w 1981 indywidualną Nagrodę Prezesa Rady Ministrów.
Był żonaty z aktorką Marią Korzeniowską. Został pochowany na cmentarzu w Puszczykowie.